# Jules de Blosseville

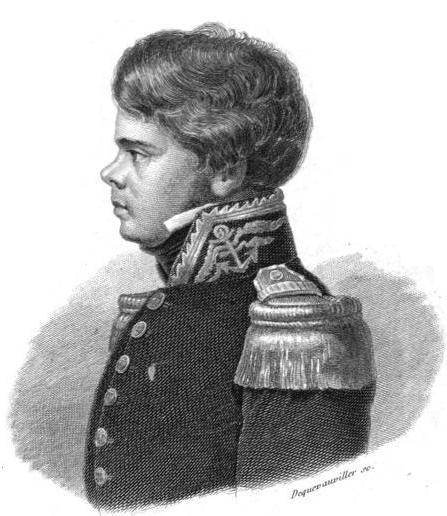
Jules de Blosseville

Jules Alphonse René Poret de Blosseville (* 29. Juli 1802 in Rouen, Frankreich; † August 1833 vor der Ostküste Grönlands) war ein französischer Marineoffizier und Forschungsreisender, der an bedeutenden Forschungsreisen im Südpazifik und in der Arktis teilnahm, wobei er letztere selbst anführte.

## Frühe Jahre
Jules Poret de Blosseville wurde als Sohn eines Vicomte geboren. Er wurde entsprechend gut ausgebildet und interessierte sich für Astronomie und Zoologie. Da er einen älteren Bruder hatte, der die Nachfolge des Vaters antrat, trat er 1818 in die französischen Marine ein und nahm als Offizier an Bord der Railleur an einer Expedition nach Westindien teil.
Im August 1822 wurde Blosseville als Seekadett für die Südpazifik Expedition von Louis-Isidore Duperrey ausgewählt. Unter dem Kommandanten Leutnant (französisch: Lieutenant de vaisseau) Jules Dumont d’Urville an Bord der La Coquille war sein Auftrag, während der Reise auf mehreren Inseln in der Region hydrographische und ethnologische Untersuchungen durchzuführen. Blossevilles Kommandierung zu dieser Mission war dem Einfluss seines Vaters zu verdanken, der mit dem Marineminister Duc de Clermont-Tonnerre bekannt war.

## Erkundung des Pazifik
Die Expedition verließ Toulon am 10. August 1822 zunächst in Richtung Südamerika. Nach einem Zwischenstopp in Brasilien und den Falklandinseln wurde Kap Hoorn am 31. Dezember 1822 umrundet und die Reise entlang der Küste nach Peru fortgesetzt, um hydrografische Vermessungen durchzuführen. Danach erreichten sie Tahiti im Mai 1823 und ankerten in der Matavai-Bucht, wo Blosseville weitere hydrografische Vermessungsarbeiten durchführte. Während seiner Zeit auf Tahiti lernte Blosseville den britischen Kapitän John Dibbs von der Endeavour kennen. Zusammen mit Dibbs segelte er nach Maupiti, um es für die Expedition zu kartieren. Dort sammelte er ein Exemplar des Maupiti-Monarch, der bald darauf aussterben sollte.
Die Expedition zog weiter nach Tonga, zu den Salomonen, Timor und erreichte im Januar 1824 Australien. Während seiner Zeit in Sydney wurde Blosseville von Thomas Brisbane, dem Gouverneur von New South Wales, eingeladen, in seinem neu gebauten Observatorium zu arbeiten. Die Expedition segelte weiter nach Neuseeland und kam im April 1824 in der Bay of Islands an, wo Blosseville erneut Vermessungsarbeiten durchführte und das Landesinnere erkundete. Während seiner Zeit in Neuseeland traf er den Maori-Häuptling Hongi Hika und untersuchte die Anbautechniken der Kolonisten.
Am 17. April 1824 verließen sie Neuseeland und es folgten Besuche der Gilbert- und Elliceinseln sowie der Karolinen, einschließlich der Entdeckung der zuvor nicht kartografierten Inseln Mokil und Losap, bevor die Expedition nach Niederländisch-Indien aufbrach. Sie traten ihren Heimweg im September 1824 an und erreichten Marseille im März 1825, ohne während der gesamten Expedition einen Todesfall erlitten zu haben. Während der Reise benannte Duperrey eine Insel der Le-Maire-Inseln an der Küste Neuguineas nach Blosseville, allerdings ist die Insel heute nicht mehr unter diesem Namen bekannt.
Bald nach der Rückkehr der Expedition hatte d'Urville dem Marineminister einen Vorschlag für eine weitere Weltreise unterbreitet. Als dies akzeptiert wurde, lud er Blosseville ein, sich ihm erneut anzuschließen, dieser lehnte jedoch ab. Stattdessen arbeitete er zunächst an einer Reihe von Veröffentlichungen. So war er Mitarbeiter an einem Atlas von Landschaften und Porträts und schrieb einen Bericht über Neuseeland, der 1826 zuerst als Teil einer Zeitschrift und dann als separates Dokument veröffentlicht wurde. Weitere Berichte über die Machbarkeit einer französischen Kolonie in Neuseeland folgten, von denen der letzte 1829 veröffentlicht wurde. Zu diesem Zeitpunkt war er bereits zur Seefahrt zurückgekehrt. 1827 war er im Rahmen einer wissenschaftlichen Expedition an Bord der Chevrette nach Indien und Burma gesegelt und im folgenden Jahr, mittlerweile zum Leutnant befördert, unternahm er eine hydrographische Expedition an Bord der Alacrity im Mittelmeer. Er war auch bei der Eroberung von Algier im Jahr 1830 beteiligt.

## Erkundung Grönlands

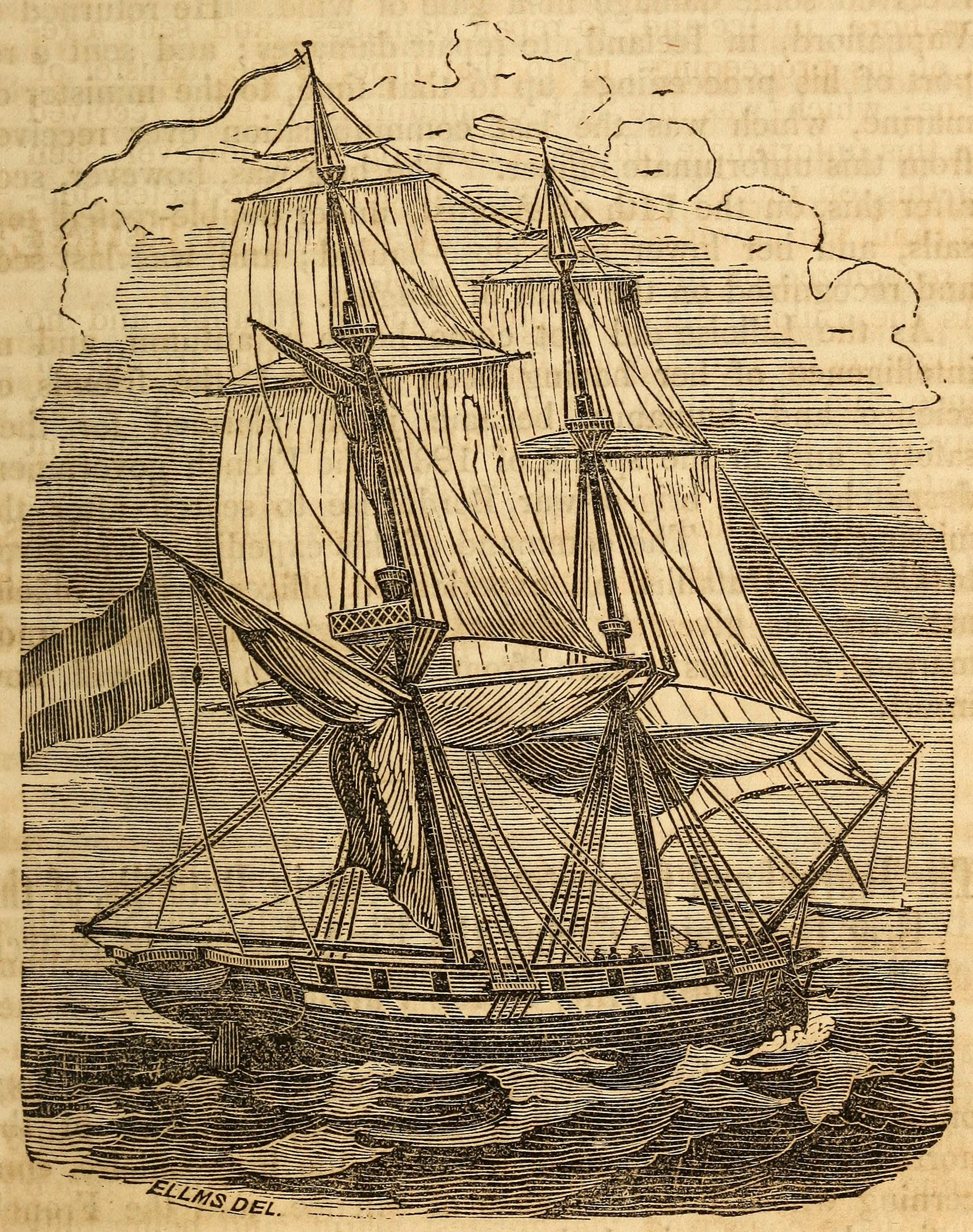
Die französische Brig Lilloise

1833 reichte Blosseville einen Antrag für eine Expedition zur Erkundung der Arktis ein, der ordnungsgemäß genehmigt wurde. Er reiste als Kommandant der Brigg Lilloise ab und machte sich auf den Weg nach Grönland, wo er entlang der Ostküste Kartierungen durchführte. Sein Schiff wurde beschädigt und er lief zur Reparatur nach Island. Sobald die Arbeiten abgeschlossen waren, reiste er zurück nach Grönland. In der Folge galt die Expedition als vermisst. Die letzte bekannte Sichtung erfolgte am 15. August 1833. In den folgenden Jahren wurden drei Expeditionen unternommen, um ihn und die 83 anderen Männer seines Kommandos zu finden, aber es wurde keine Spur gefunden. Im Januar 1846 wurde berichtet, dass die Lilloise bei Vanikoro auf den Salomonen zerstört worden sei. Dieser Bericht wurde später als irrtümlich zurückgewiesen, angesichts der letzten Sichtung von Lilloise und der angeblichen Lage des Wracks.
An Blosseville erinnert der Name der Blossevilleküste (dänisch: Blosseville Kyst), einem Teil der Südostküste Grönlands zwischen dem Kangersertuaq und Kap Brewster. Sein Bruder, ein Historiker, schrieb 1854 eine Biografie über ihn und war ebenfalls Herausgeber seiner Schriften über Australien.